# Graham (Georgia)
Graham es un pueblo ubicado en el condado de Appling en el estado estadounidense de Georgia. En el censo de 2000, su población era de 312.

## Demografía
En el 2000 la renta per cápita promedia del hogar era de $28,438, y el ingreso promedio para una familia era de $30,909. El ingreso per cápita para la localidad era de $14,270. Los hombres tenían un ingreso per cápita de $26,667 contra $20,000 para las mujeres.

## Geografía
Graham se encuentra ubicado en las coordenadas 31°49′59″N 82°30′13″O / 31.83306, -82.50361 (31.832940, -82.503631).
Según la Oficina del Censo, la localidad tiene un área total de 4,5 km² (1,7 mi²), de la cual 4,5 km² (1,7 mi²) es tierra y 0 km² (0 mi²) (0.00%) es agua.